# Muktar Edris
Muktar Edris Awel (* 14. Januar 1994) ist ein äthiopischer Leichtathlet, der sich auf die Langstrecken- und Crossläufe spezialisiert hat. 2017 wurde er Weltmeister in London über 5000 Meter. Den Titel verteidigte er zwei Jahre später bei den Weltmeisterschaften in Doha.

## Herkunft und Leben
Muktar Edris wuchs in der äthiopischen Hauptstadt Addis Abeba auf, ungewöhnlich für Leichtathleten des Landes, die vermehrt aus ländlichen Regionen stammen. Er selbst entdeckte das Laufen im Alter von sieben Jahren für sich. Zu seinen Vorbildern damals zählte der mehrfache Weltmeister und Olympiasieger Haile Gebrselassie. Edris trainiert in Sendafa, in der Nähe der Hauptstadt. Er ist seit 2015 verheiratet und Vater einer Tochter.

## Sportliche Laufbahn
Muktar Edris nimmt seit 2011 an internationalen Meisterschaften teil. Bei den Crosslauf-Weltmeisterschaften in Punta Umbría belegte er den siebten Platz im Juniorenrennen und gewann mit seinen Teamkollegen Silber hinter den Kenianern. Der Modus sah vor, dass die Endplatzierungen der einzelnen Teammitglieder einer Nation aus dem Einzelrennen addiert wurden. Welches Team dabei die niedrigste Summe aufwies, gewann den Teamwettbewerb. Die Kenianer kamen auf 20 Punkte, die Äthiopier auf 24. Bei den anschließenden U20-Afrikameisterschaften in Gaborone wurde Edris Vierter im 10.000-Meter-Lauf.
2012 siegte er bei den U20-Weltmeisterschaften in Barcelona in 13:38,95 min über 5000 Meter. Ein Jahr später trat er erstmals bei Weltmeisterschaften im Erwachsenenbereich an. In Moskau gewann er seinen Halbfinallauf und belegte am Ende im Finale Platz sieben, welches langsamer gelaufen wurde als das Halbfinale. Bereits im März gewann er Bronze im U20-Rennen bei den Crosslauf-Weltmeisterschaften in Bydgoszcz und diesmal Gold mit dem Team. 2014 stellte er mit 12:54,83 min seine bis heute bestehende Bestzeit über 5000 Meter auf.
2015 trat er bei den Weltmeisterschaften in Peking im 10.000-Meter-Rennen an. Dort lief er in einer Zeit von 27:54,47 min auf den zehnten Platz. Bei den Crosslauf-Weltmeisterschaften, die 2015 ebenfalls in China stattfanden, gewann er Bronze im Einzelrennen. 
Bei den Olympischen Spielen 2016 in Rio de Janeiro qualifizierte er sich für das Finale über 5000 Meter, wurde dort dann allerdings disqualifiziert, nachdem er eine Bahninnenkante übertreten hatte. 2017 gewann er erneut Gold mit dem Team bei den Crosslauf-Weltmeisterschaften 2017 in Kampala. Im Einzelrennen wurde er Sechster.
Seinen bislang größten sportlichen Erfolg stellte er mit dem Weltmeistertitel 2017 von den Titelkämpfen in London auf. Dort besiegte er im Finale über 5000 Meter den Superstar der Szene, Mo Farah, in dessen letzten Weltmeisterschaftsrennen im Zielspurt. Die folgende Zeit war vor allem durch Verletzungen geprägt. Insbesondere eine Entzündung an den Achillessehne warf ihn zurück, wegen der er nur langsame Trainingsläufe bestreiten konnte. Bei den Weltmeisterschaften 2019 in Doha konnte er seinen Titel in Saisonbestleistung von 12:58,85 min erfolgreich verteidigen. Die Teilnahme wäre aufgrund seiner Vorleistungen in der Saison nicht möglich gewesen. Als amtierender Weltmeister konnte er allerdings mit einer Wildcard an den Start gehen. 2020 ging Edris in Neu-Delhi erstmals bei einem internationalen Halbmarathonlauf an den Start. Mit einer Zeit von 59:04 min belegte er dabei den vierten Platz und reihte sich zudem auf dem 32. Platz der ewigen Weltbestenliste über diese Distanz ein. Ein Jahr später steigerte er sich in Valencia auf 58:40 min auf dieser Distanz und rückte damit auf den 13. Platz der Weltbestenliste vor (Stand Januar 2022).
2022 nahm Edris in den USA erneut an den Weltmeisterschaften teil. Er konnte erneut in das Finale einziehen, kam darin diesmal allerdings nicht über Platz 13 hinaus.

## Wichtige Wettbewerbe
| Jahr                  | Veranstaltung                      | Ort                   | Platz                 | Disziplin             | Zeit                  |
| Startet für Äthiopien | Startet für Äthiopien              | Startet für Äthiopien | Startet für Äthiopien | Startet für Äthiopien | Startet für Äthiopien |
| --------------------- | ---------------------------------- | --------------------- | --------------------- | --------------------- | --------------------- |
| 2011                  | Crosslauf-Weltmeisterschaften 2011 | Punta Umbría          | 7.                    | Juniorenrennen        |                       |
| 2011                  | Crosslauf-Weltmeisterschaften 2011 | Punta Umbría          | 2.                    | Team                  |                       |
| 2012                  | U20-Weltmeisterschaften            | Barcelona             | 1.                    | 5000 m                | 13:38,95 min          |
| 2013                  | Weltmeisterschaften                | Moskau                | 7.                    | 5000 m                | 13:29,56 min          |
| 2015                  | Weltmeisterschaften                | Peking                | 10.                   | 10.000 m              | 27:54,47 min          |
| 2016                  | Olympische Spiele                  | Rio de Janeiro        |                       | 5000 m                | DSQ                   |
| 2017                  | Weltmeisterschaften                | London                | 1.                    | 5000 m                | 13:32,79 min          |
| 2019                  | Weltmeisterschaften                | Doha                  | 1.                    | 5000 m                | 12:58,85 min          |
| 2022                  | Weltmeisterschaften                | Eugene                | 13.                   | 5000 m                | 13:24,67 min          |

## Persönliche Bestleistungen
Freiluft
- 3000 m: 7:30,96 min, 6. Juli 2021, Székesfehérvár
- 5000 m: 12:54,83 min, 21. August 2014, Stockholm
- 10.000 m: 27:17,18 min, 17. Juni 2015, Hengelo

Straße
- 10-km-Lauf: 27:38 min, 27. April 2024, Herzogenaurach
- Halbmarathon: 58:40 min, 24. Oktober 2021, Valencia

Halle
- 3000 m: 7:40,69 min, 13. Februar 2018, Liévin